# Teia Moner
Teia Moner (Barcelona, 1958) és una actriu, titellaire i pedagoga que forma part de la segona promoció de titellaires independents.

## Biografia
Provinent del món del teatre amateur, a finals dels anys setanta va entrar en contacte amb els grups de titelles que actuaven a la plaça del Pi de Barcelona. Després d'uns anys de formació autodidacta, va aprofundir en les tècniques del teatre de titelles amb Harry V. Tozer, Henryk Jurkowski, Albrecht Roser i el Teatro Laboratorio di Figura (Florència). També va treballar la tècnica del teatre còmic amb els clowns Fritello i Roy Bossier, l'animació i el cinema amb plastilina amb Albert Gil, i la màgia amb el Màgic Andreu.
Del 1979 al 1987 va formar part, amb Jordi Bertran i, durant un quant temps, Toni Zafra, del grup Els Farsants que en els seus espectacles combinava el teatre, els titelles, la màgia, la música i els pallassos. D’aquesta època són Anant a la babalà li han esquitxat la bufanda, Els còmics de Totiteia, Cabaret elàstic, Bugada en sol major i Farsa de farsants.
A partir de 1987, va fundar, amb Pau Sampietro i Marta Alemany, Nessun Dorma, una formació del teatre de titelles de finals dels vuitanta i principis dels noranta, amb la qual va estrenar Ninotarium (1988), basat en l'estètica mironiana, i Con Quijote hemos topado (1990), sobre l'obra mestra de Cervantes.
Immediatament després d'aquest espectacle, va fundar la Cia. Teia Moner amb la col·laboració del músic Miquel Espinosa. La nova formació va iniciar les seves activitats amb l'espectacle de titelles per a adults Que n’ets de bèstia (1993), un cabaret esperpèntic amb ninots-actors, al qual va seguir Els fills del sol (1994), dirigit als espectadors més menuts. L'èxit d'aquest muntatge, que va obtenir el Premi Rialles, va propiciar que d'aleshores ençà l'atenció prioritària de la companyia fos cap al públic infantil i familiar.
El seu repertori inclou títols tan emblemàtics com Receptari (1995); Contes tel·lúrics (1999); Somni d'una nit d'estiu (2000), Premi Xarxa del mateix any; i No em prenguis el número (2002). Dels seus últims muntatges destaquem Amb lletra menuda (2011) i Contes del cel (2015).
La companyia ha girat per Catalunya, Espanya, Bèlgica, Portugal, França, Itàlia, Suïssa i Àustria. Al marge d'això, Teia Moner també ha treballat a la televisió (TV3, TV2, TV1, Euskal Televista TV i a la japonesa Fuji Project Incorporated 92).